# Залужне (Житомирський район)
Залу́жне (до 1946 року — Людвиківка) — село в Україні, у Романівській селищній територіальній громаді Житомирського району Житомирської області. Населення становить 101 особу (2001).

## Населення

### Мова
Розподіл населення за рідною мовою за даними перепису 2001 року:
| Мова       | Відсоток |
| ---------- | -------- |
| українська | 99,01 %  |
| російська  | 0,99 %   |

## Історія
У 1906 році — село Романівської волості Новоград-Волинського повіту Волинської губернії. Відстань від повітового міста 50 верст, від волості 132. Дворів 20, мешканців 775.
У 1923—54 роках — адміністративний центр Залужненської (Людвиківської) сільської ради.
12 червня 2020 року, відповідно до розпорядження Кабінету Міністрів України № 711-р «Про визначення адміністративних центрів та затвердження територій територіальних громад Житомирської області», територію та населені пункти Червонохатківської сільської ради включено до складу Романівської селищної територіальної громади Житомирського району Житомирської області.